# فيلا سان بيترو
فيلا سان بيترو، (بالإنجليزية: Villa San Pietro)‏، (سردينيا: Santu Perdu)، هي بلدية في مدينة كالياري متروبوليتان في المنطقة الإيطالية سردينيا، وتقع على بعد حوالي 25 كيلومترا (16 ميل) جنوب غرب كالياري.

## السكان
في سنة 1861 بلغ عدد السكان 418 نسمة، وتطور العدد ليصل في سنة 2011 لـ 2٬009 نسمة.
يظهر هذا المخطط البياني تطور النمو السكاني لـ فيلا سان بيترو